# Cistus parviflorus
Cistus parviflorus là một loài thực vật có hoa trong họ Nham mân khôi. Loài này được Lam. mô tả khoa học đầu tiên năm 1786.

## Hình ảnh

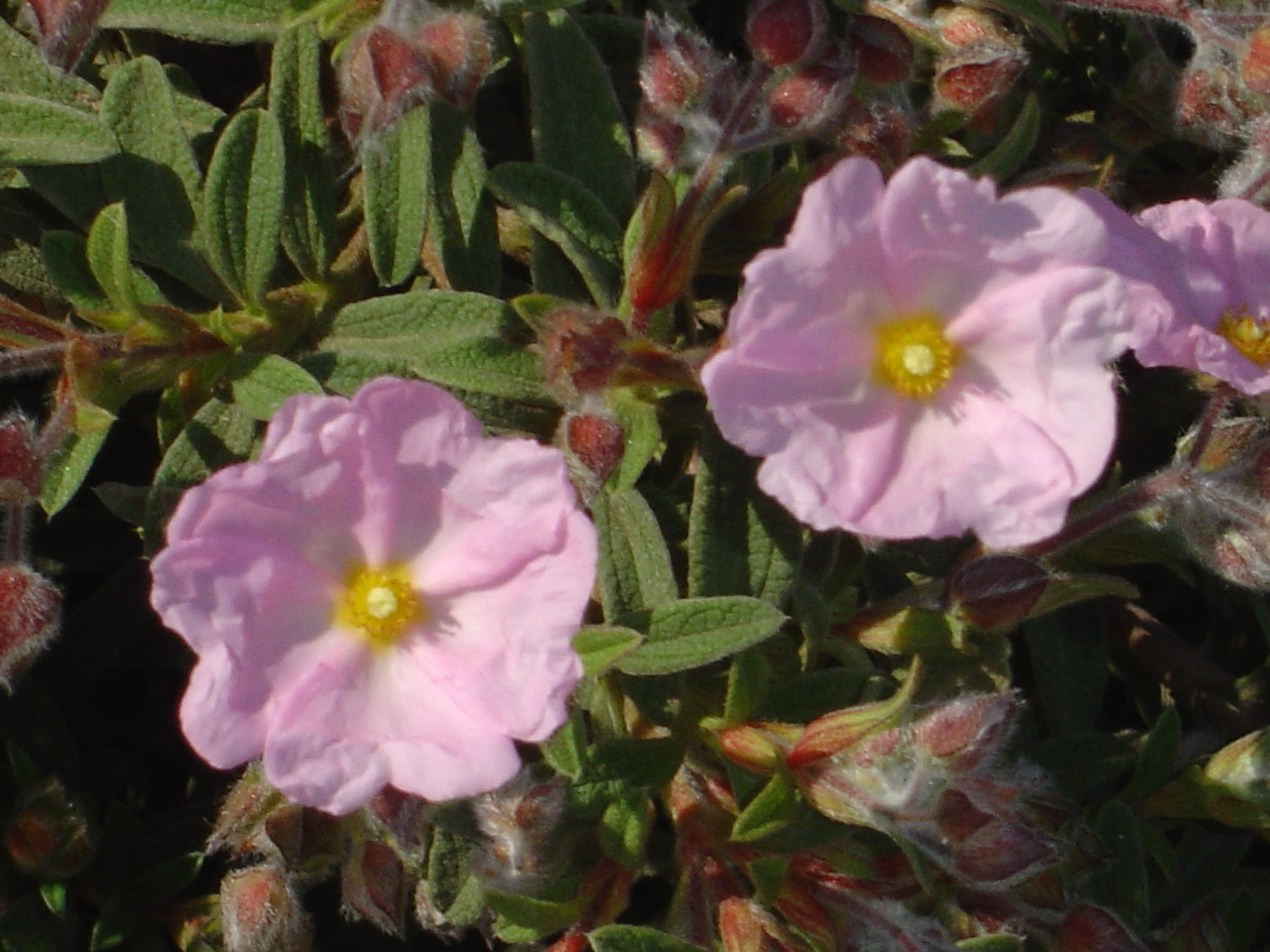
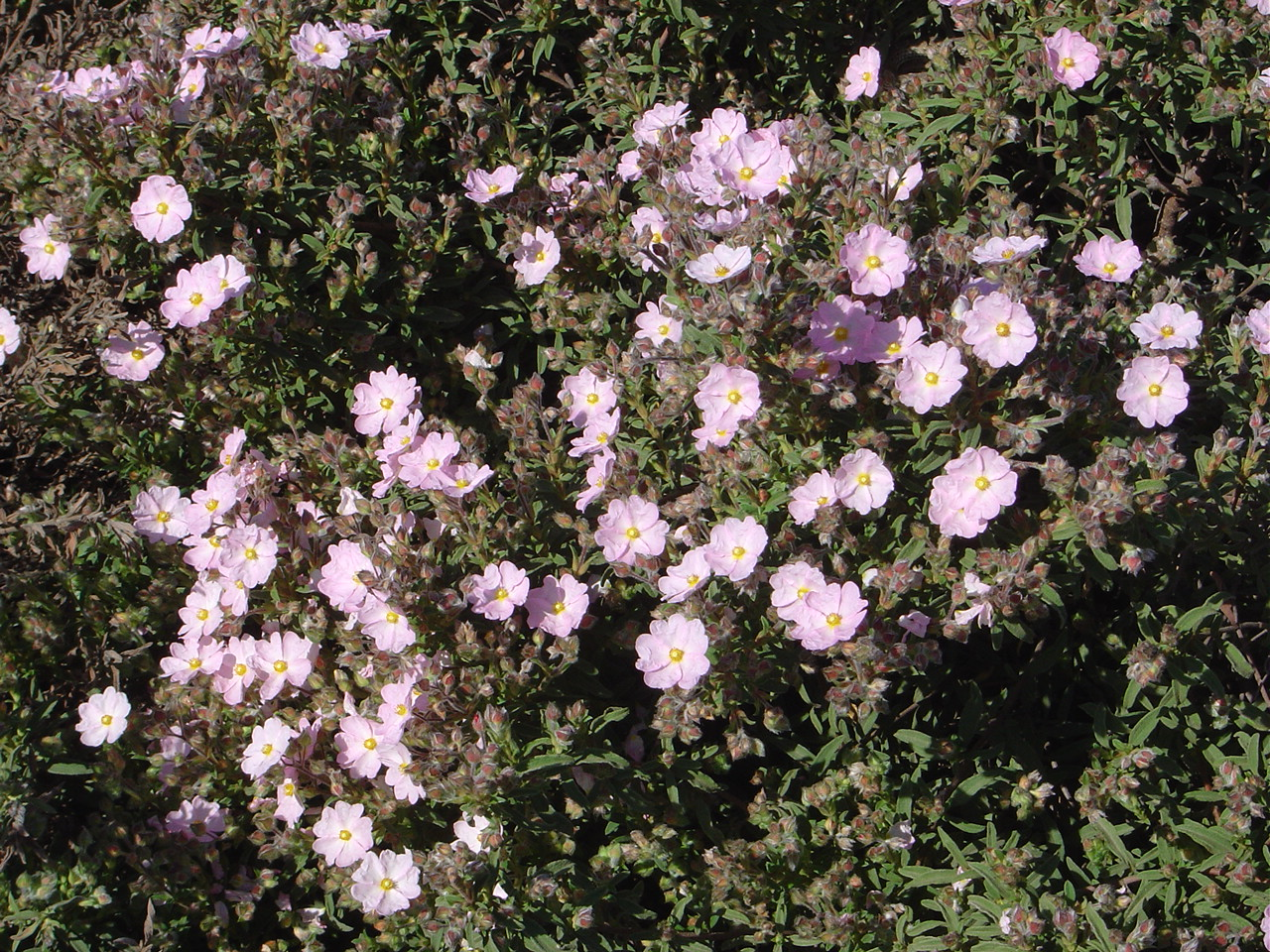
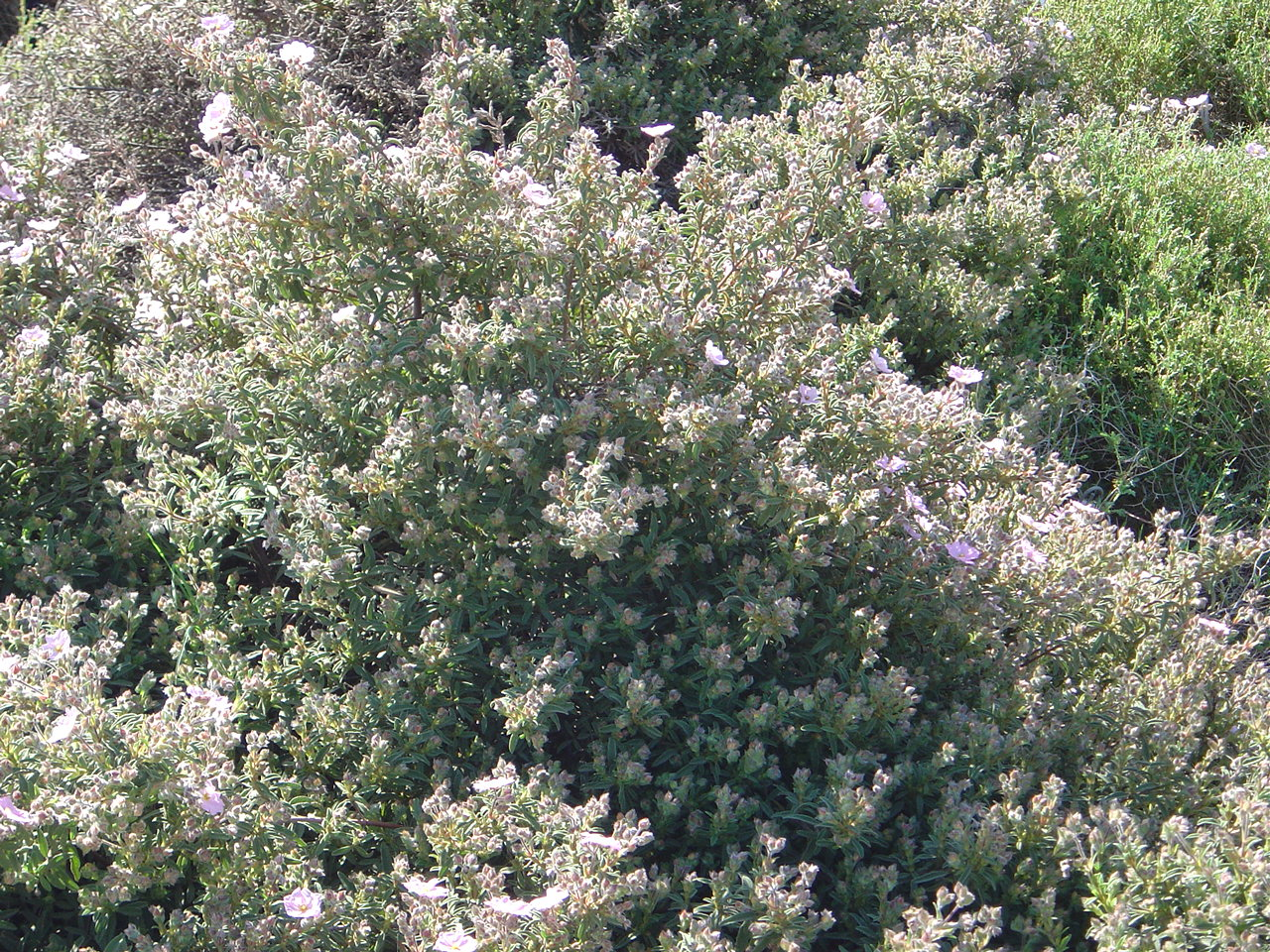